# Nimfeacee
Nimfeaceele (Nymphaeaceae) (din latina nymphaea = nufăr) este o familie de plante erbacee acvatice, cu rizomi și rădăcini adventive, cu frunze cordiforme lung pețiolate, plutitoare sau emerse, cu stomate numai pe fața superioară, cu flori mari, solitare, hermafrodite (bisexuate) și cu fructe nucule, bace sau capsule (ex. nufărul alb, nufărul galben, lotusul, drețele).
Familia cuprinde 6 genuri cu 55-60 specii hidrofite. Cele mai multe nimfeacee sunt plante de origine tropicală, ierboase (erbacee), acvatice, prezentând adaptări morfologice și anatomice speciale la viața acvatică. Dau un aspect feeric bălților liniștite prin frunzele mari și florile lor bogate și mari.

## Genuri și răspândire geografică
Nimfeaceele este o familie cosmopolită de plante acvatice cu flori mari, răspândită în toată lumea prin habitatele cu apă dulce (lacuri și iazuri, râuri și pâraie, izvoare, mlaștini, șanțuri, canale și apele de maree) din regiunile atât temperate, cât și tropicale.
Familia cuprinde 6 genuri: Barclaya, Euryale, Nuphar, Nymphaea, Ondinea și Victoria.  
1. Nymphaea (circa 40 specii) este cel mai mare și cel mai răspândit gen , găsindu-se în regiunile atât temperate, cât și tropicale.
2. Nuphar (circa 14 specii) crește în regiunile nord-temperate din America de Nord, Europa și Asia, iar o specie (Nuphar advena) se extinde în neotropice (Mexic și Cuba).
3. Victoria (2 specii) este endemică în regiunile tropicale și subtropicale din America de Sud.
4. Barclaya (3-4 specii) crește în regiunile tropicale indo-malaieziene.
5. Euryale (1 specie) se găsește în Asia de Est.
6. Ondinea (1 specie) este endemică în Australia de Vest.

## Morfologie
Sunt fixate de substrat prin rizomi și rădăcini adventive. Rizomul este gros, cărnos, de la el pleacă frunzele. Frunzele sunt mai adesea întregi, rar sectate, ele pot fi submerse sau emerse (natante), plutind la suprafața apei. Frunzele de formă cordată, ovată până la subrotundă sau peltată, cu sinus bazal profund, sunt lung pețiolate. Pețiolul cu lacune mari, sub formă de canale aerifere. Organele vegetative posedă laticifere.
Florile sunt mari, emerse, solitare, axilare, hermafrodite (bisexuate), cu simetrie radiară. La sepale, petale și stamine se întâlnește toată gama metamorfozelor de organe florale. Florile au un periant (înveliș floral) monohlamideu sau diplohlamideu, cu elementele dispuse hemiciclic. Învelișul floral de culoare albă, roz sau galbenă, cu foliolele dispuse spiralat, este diferențiat în caliciu și corolă. Sepalele și petalele sunt dispuse pe receptacul spiralat. Caliciul este dialisepal (cu sepale separate), iar corola dialipetală (cu petale separate).
Floarea are formula K5-3, C∞-3, A∞-6, G∞-3.
Androceul este format adesea din stamine numeroase până la 6. Gineceul este semiinferior (la unele specii inferior sau superior), alcătuit din numeroase carpele (pluricarpelar), apocarpe (neunite), uneori sincarpe (unite),  dispuse ciclic
Polenizarea este entomofilă, prin intermediul insectelor. Fructele sunt nucule, bace sau capsule. Semințele cu endosperm și perisperm.
Nimfeaceele se înrudesc cu alismataceele, berberidaceele, ranunculaceele și cu unele plante din ordinul Rhoeadales.

## Specii din România
Flora spontană a României conține 4 specii care aparțin genurilor Nuphar și Nymphaea :

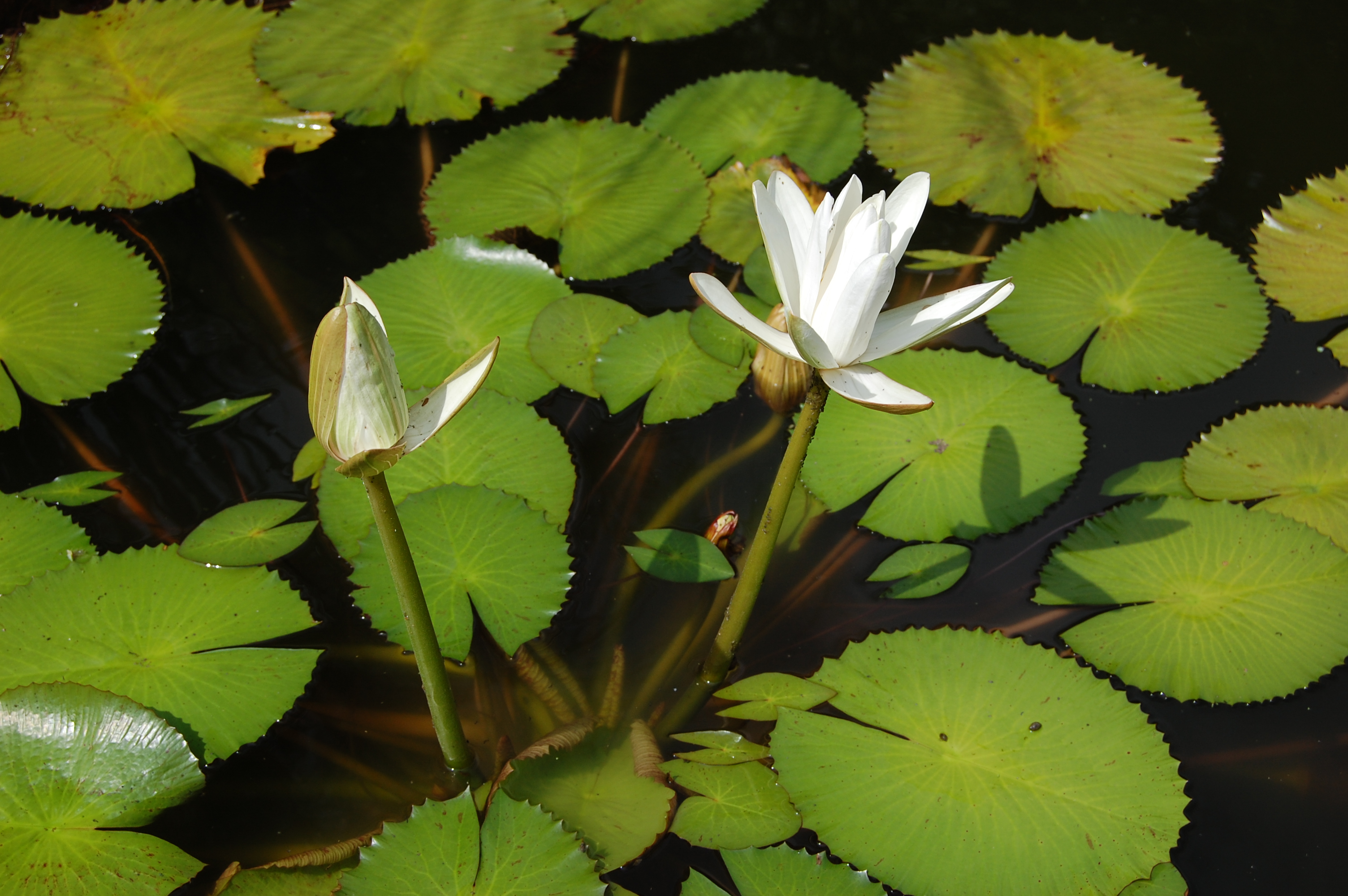
Lotusul

1. Nymphaea lotus var. thermalis — lotusul, numit popular drețe. Lotusul egiptean  (Nymphaea lotus) este o plantă acvatică subtropicală, răspândită în Africa de Est și Asia de Sud-Est, mai ales în bălțile și lacurile aferente Nilului din Egipt. Semințele și rizomii suculenți sunt utilizau în alimentație de către populația egipteană. Are rizomul gros și voluminos. Frunzele sunt mari, poliforme, la început liniare apoi lanceolate, rotunde sau cordate, de obicei pețiolate. Florile au 10 cm în diametru și sunt albe-gălbui cu miros delicat de trandafir. Floarea se află deasupra apei 4-7 zile fiind deschisă noaptea și dimineața, între orele 2100-1000; ziua floarea este închisă. Pedunculul floral este mai scurt și mai gros comparativ cu pețiolul frunzei. În România se găsește Nymphaea lotus var. thermalis - drețele, care crește în apele termale ale pârâului Pețea și Băile 1 Mai (Oradea). Este considerat un relict terțiar în flora României, înrudit cu lotusul egiptean și a rezistat în România datorită izvoarelor termale din regiune. 

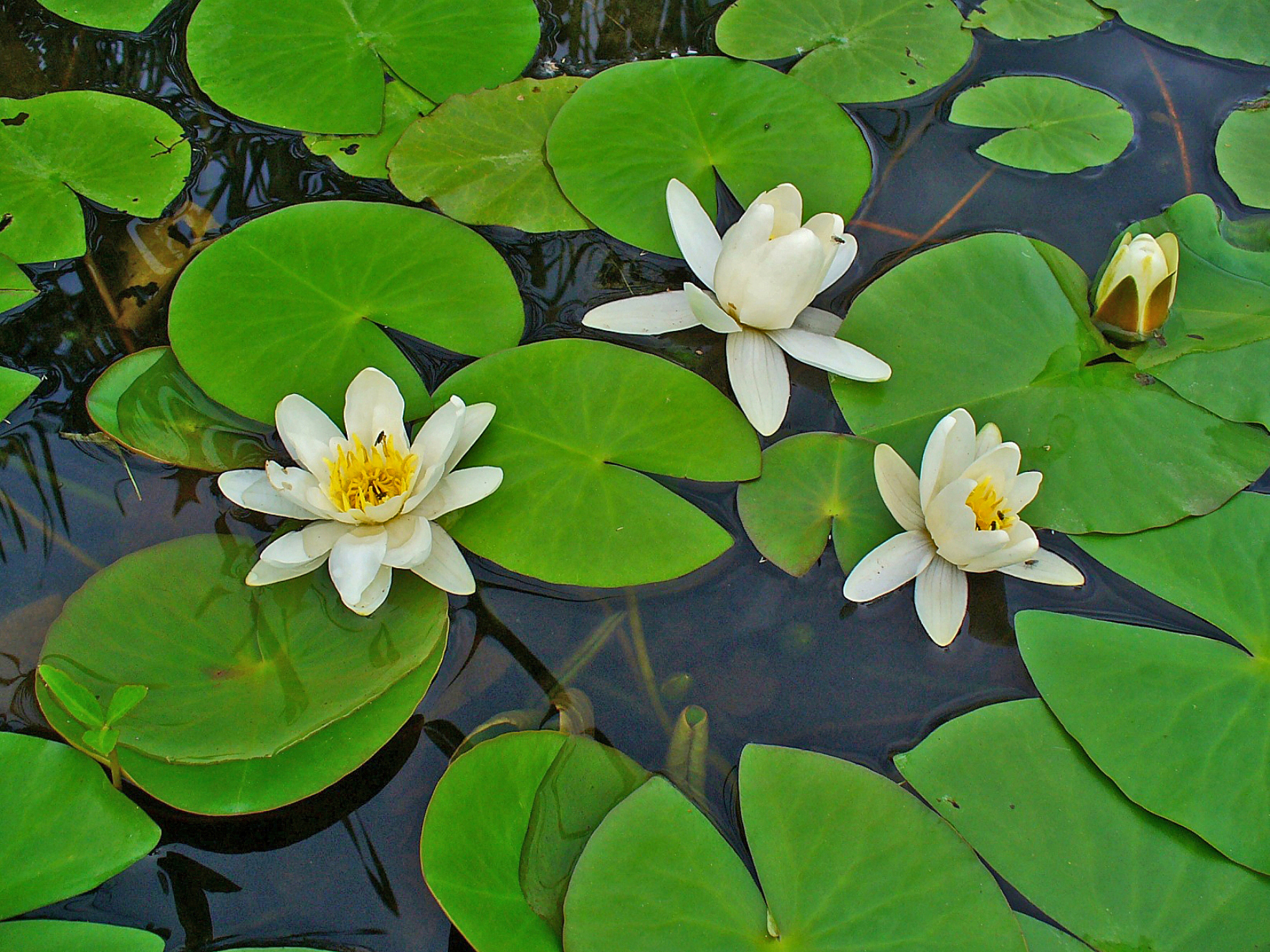
Nufărul alb

2. Nymphaea alba — nufărul alb. Este o plantă acvatică întâlnită în România mai ales în apele stătătoare sau lin curgătoare, bălți până la 2 m adâncime. Are rizom puternic, fixat pe fundul apei prin numeroase rădăcini. Tulpină perenă groasă și scurtă. Frunzele sunt mari, cordate, pieloase, lung pețiolate,  cu limbul ovat și adânc cordat. Frunzele plutesc la suprafață datorită numeroaselor canale aerifere din limb și pețiol. Înflorește în lunile iunie-septembrie. Florile mari, hermafrodite, albe sau ușor roze, lung-pedicelate, sunt susținute de foile externe ale periantului în formă de bărcuțe și sunt frecventate de muște și de coleoptere. Sepale în număr de 4-5, petale numeroase, dispuse în spirală. Stamine numeroase. Fructele în formă de capsulă falsă, cu pereți cărnoși, se maturizează sub apă. Semințele sunt numeroase și au o substanță cleioasă care servește la diseminare

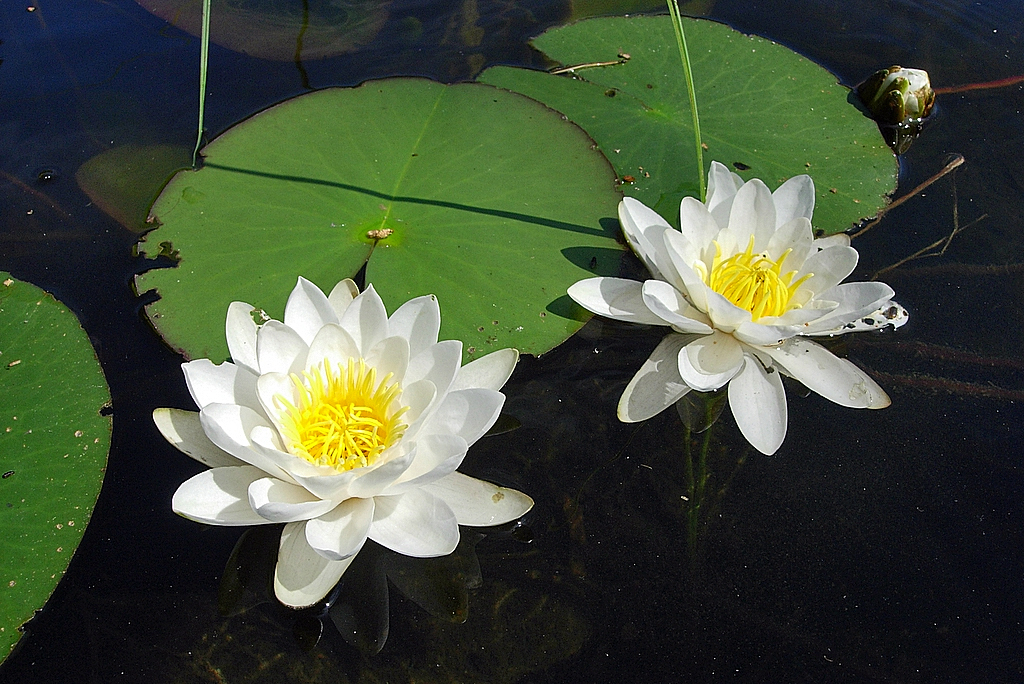
Nufărul alb ca neaua

3. Nymphaea candida — nufărul alb ca neaua. O plantă mai rară în România, răspândită în apele stagnante sau lin-curgătoare din Delta Dunării și șesul Tisei. Înflorește în lunile iulie-august. Florile  sunt albe, plutitoare, cu un diametru de 6–13 cm. Frunzele sunt ovate, lungi până la 30 cm, late de 25 cm. Utilizat ornamental în înfrumusețarea luciurilor de apă din parcuri și grădini publice.

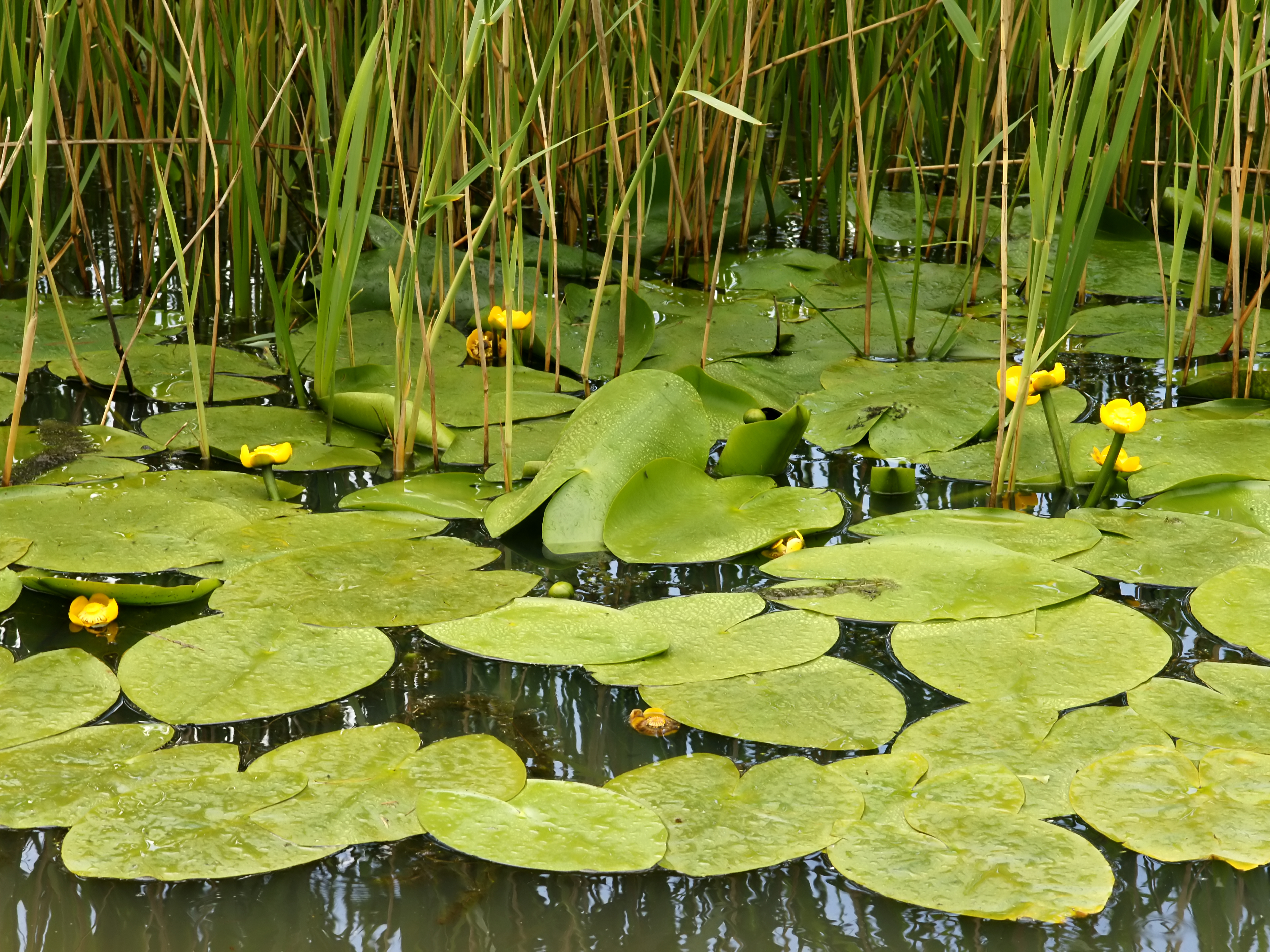
Nufărul galben

4. Nuphar luteum — nufărul galben. Este răspândit prin apele stagnante sau lin curgătoare, bogate în mâl, bălțile și iazurile din câmpiile României. Rizom gros. Limbul frunzei este mare, ovat, adânc cordat. Pețiolii și pedicelele florali sunt lungi. Înflorește în lunile iunie-iulie. Are florile galbene. Are 5 sepale, mari, galbene-verzui, petaloide. În interiorul sepalelor se află numeroase petale (10-20), mici, galbene, mai mici decât sepalele. Fruct bacă.

## Importanța economică

### Plante ornamentale
Nimfeaceele au flori frumoase, arătoase sau plăcut mirositoare. Aspectul frumos al nuferilor, în special a speciilor de Nymphaea și Victoria, amplificat de habitatele lor acvatice, a dus la cultivarea lor ca plante ornamentale în întreaga lume. Cele mai importante specii ornamentale sunt lotusul stelat (Nymphaea nouchali) cu flori violet-albastre, nufărul alb (Nymphaea alba) cu flori albe sau ușor roze, victoria amazonică (Victoria regia) cu flori albe, Nymphaea rubra cu flori rosii, Nymphaea caerulea cu flori albastre, Nymphaea capensis cu flori azurii, Nymphaea odorata cu flori roze și Nymphaea mexicana cu flori galbene. Barclaya longifolia este o planta de acvariu foarte apreciate datorită variației în culoare a frunzei.

### Alimentație
Semințele și rizomii celor mai multe genuri, cu conținut bogat în amidon și proteine, au fost folosite ca hrană de oameni de-a lungul istoriei și sunt utilizate și în prezent, în mod obișnuit de către indigeni, mai ales în timpul foametei. Semințe de  Euryale ferox,  Victoria regia sunt prăjite și consumate. Rizomii de Nuphar lutea, Nymphaea nouchali,  Nymphaea stellata se consumă ca aliment.

### Medicină
Civilizațiile egiptene și Maya au utilizat florile de Nymphaea ca narcotic (psihodisleptic) pentru a induce extazul între castele de preoți. Unele specii de nimfeacee sunt folosite ca plante medicinale. Rizomii de Nymphaea nouchali sunt utilizați în tratamentul dizenteriei și diareei. Nymphaea stellata este folosit pentru a calma durerile cardiace. Florile de nufăr galben (Nuphar lutea) au proprietăți sedative, astringente, iar rizomii proprietăți antibiotice, antitrichomonazice, emoliente și astringente. Florile de nufăr alb (Nymphaea alba) au proprietăți sedativ-nervoase, cu rezultate bune în insomnii, anafrodisiace cu diminuarea apetitului sexual exagerat, iar rizomii au proprietăți sedative, anafrodisiace, tonic-nutritive și astringente.